# Несмит (лунный кратер)
Кратер Несмит (лат. Nasmyth) — большой древний ударный кратер в юго-западной материковой области видимой стороны Луны. Название присвоено в честь шотландского астронома и инженера Джеймса Несмита (1550—1617) и утверждено Международным астрономическим союзом в 1935 г. Образование кратера относится к донектарскому периоду.

## Описание кратера

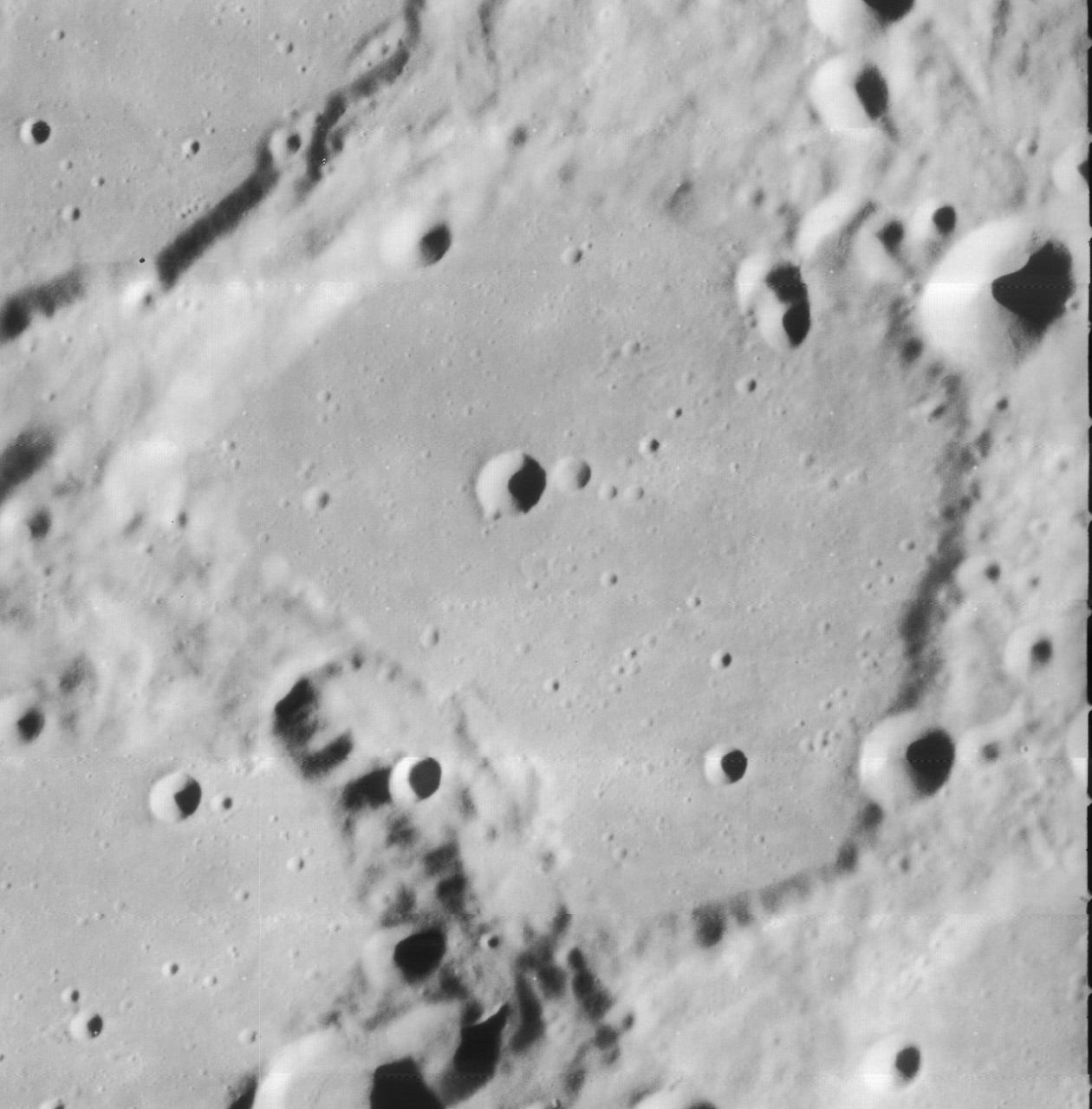
Снимок зонда Lunar Orbiter - IV.

Ближайшими соседями кратера Несмит являются примыкающий на западе кратер Варгентин; кратер Шиккард на севере; кратер Неггерат на востоке-северо-востоке и кратер Фокилид перекрывающий южную часть кратера Несмит. Селенографические координаты центра кратера 50°29′ ю. ш. 56°23′ з. д. / 50,49° ю. ш. 56,39° з. д., диаметр 78,4 км, глубина 1060 м.
Кратер Несмит имеет полигональную форму и значительно разрушен, южная часть вала и чаши перекрыта кратером Фокилид. Дно чаши затоплено и выровнено темной базальтовой лавой, отмечено множеством мелких кратеров.

## Сателлитные кратеры

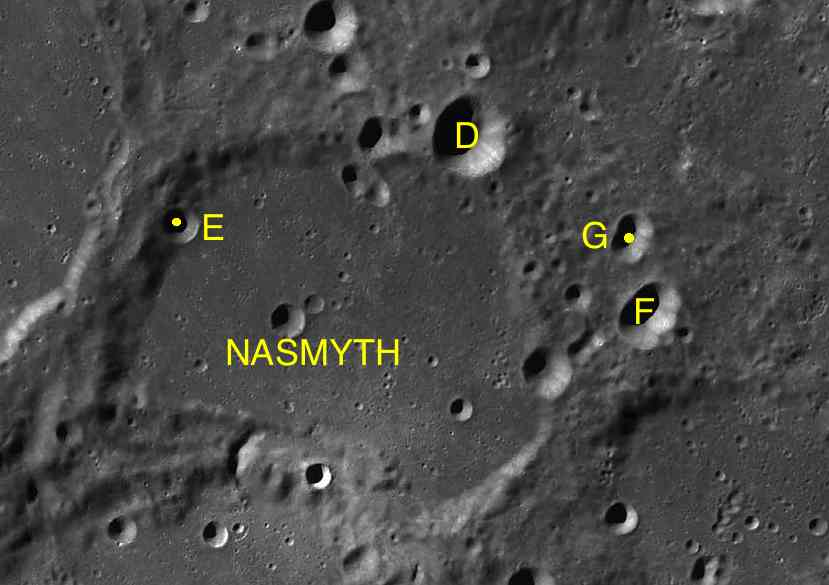
Фрагмент карты LAC-124.

| Несмит | Координаты                                            | Диаметр, км |
| ------ | ----------------------------------------------------- | ----------- |
| D      | 49°14′ ю. ш. 55°27′ з. д. / 49,23° ю. ш. 55,45° з. д. | 14,3        |
| E      | 49°55′ ю. ш. 57°47′ з. д. / 49,92° ю. ш. 57,79° з. д. | 6,1         |
| F      | 50°02′ ю. ш. 53°42′ з. д. / 50,03° ю. ш. 53,7° з. д.  | 12,1        |
| G      | 49°38′ ю. ш. 53°58′ з. д. / 49,64° ю. ш. 53,96° з. д. | 8,9         |

## См.также
- Список кратеров на Луне
- Лунный кратер
- Морфологический каталог кратеров Луны
- Планетная номенклатура
- Селенография
- Минералогия Луны
- Геология Луны
- Поздняя тяжёлая бомбардировка